# Arndt Schmehl

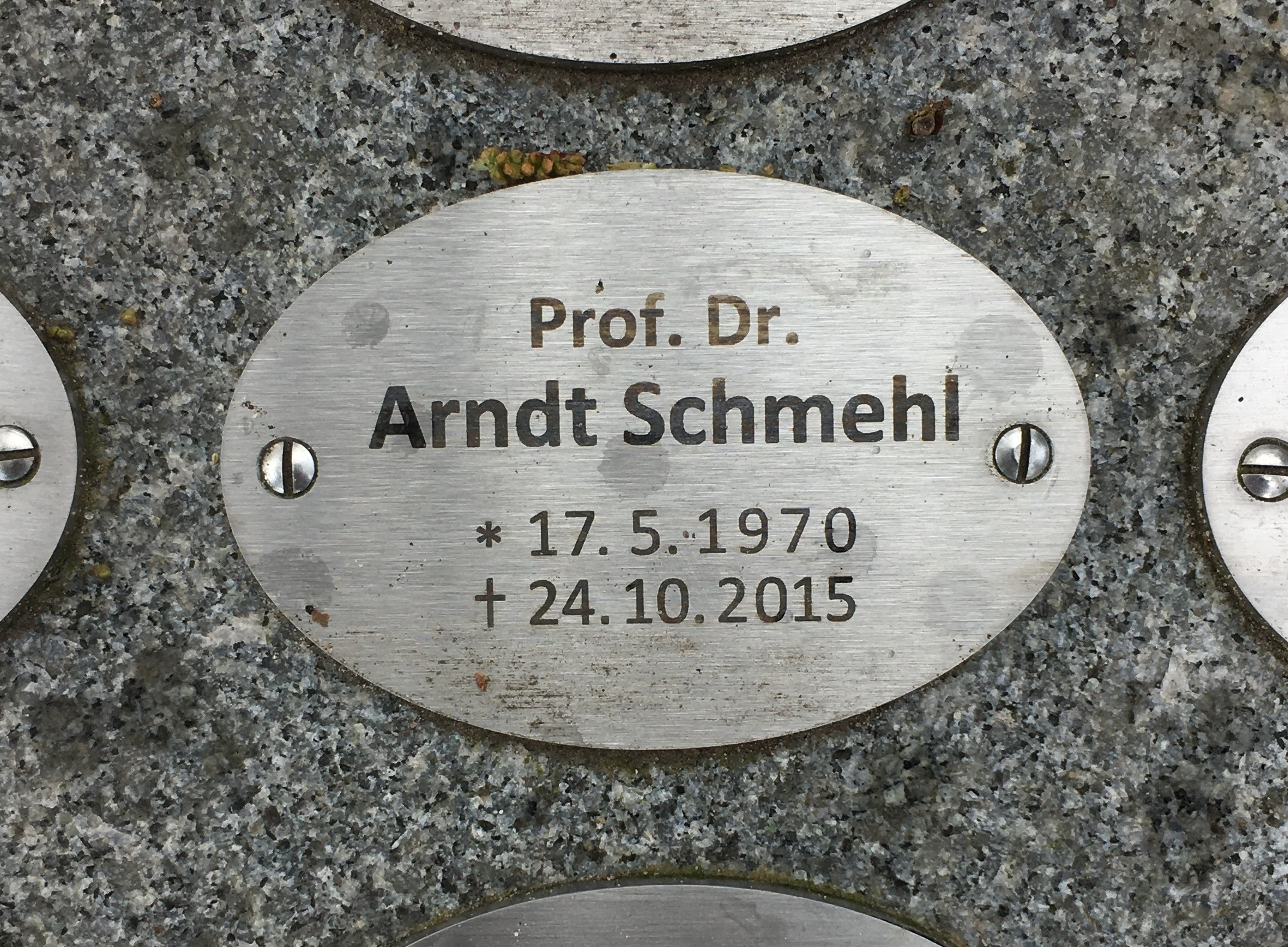
Gedenkplakette für Arndt Schmehl im "Ruhewald am Prökelmoor" auf dem Friedhof Ohlsdorf

Arndt Schmehl (* 17. Mai 1970 in Herborn; † 24. Oktober 2015 in Hamburg) war ein deutscher Rechtswissenschaftler und Professor an der Universität Hamburg. Seit 2012 war er ehrenamtlicher Richter am Hamburgischen Verfassungsgericht.

## Werdegang
Nach Studium (1989–95) und Promotion (1998) an der Justus-Liebig-Universität Gießen sowie dem Zweiten Staatsexamen (1999) war Schmehl wissenschaftlicher Assistent in Gießen und habilitierte sich bei Klaus Lange für die Fächer Öffentliches Recht, Finanz- und Steuerrecht und Verwaltungswissenschaft (2003). Seine Dissertation, seine Habilitationsschrift und seine Leistungen in der akademischen Lehre wurden mit Universitätspreisen ausgezeichnet.
Es folgten Lehrstuhlvertretungen in Augsburg und an der LMU München. 2005 wurde er an der Universität Hamburg Inhaber des Lehrstuhls für Öffentliches Recht, Finanz- und Steuerrecht. Schmehl gab auch Kurse an der Law School der University of Wisconsin, in St. Petersburg, in Prag sowie an der China-EU School of Law in Peking und war zu einem Forschungsaufenthalt in Valparaíso zu Gast. 2011 wurde er für ein Forschungssemester als Fellow an das Alfried Krupp Wissenschaftskolleg Greifswald berufen.
Schmehl gehörte ferner dem Akademischen Senat der Universität Hamburg an. Von 2010 bis 2012 war er Studiendekan (Prodekan) sowie Leiter des Prüfungsamts der Fakultät für Rechtswissenschaft. Ab 2012 war er wissenschaftlicher Leiter des Hamburger Universitätskollegs „Brücken in die Universität – Wege in die Wissenschaft“.
Bereits ab 2011 veranstaltete er jährlich die „Summer School Dikaiosyne“ zum vergleichenden Verfassungsrecht, die in den ersten beiden Jahren in Prag stattfand und 2013 in Budapest fortgesetzt wurde.
Am 24. Oktober 2015 starb Schmehl nach langer, schwerer Krankheit. Seine Urne wurde im „Ruhewald am Prökelmoor“ auf dem Friedhof Hamburg-Ohlsdorf bestattet.

## Forschung
Seine Forschungsschwerpunkte lagen im Bereich des Verwaltungsrechts und der Verwaltungswissenschaft, des Umweltrechts, des öffentlichen Wirtschaftsrechts sowie des Finanz- und Steuerrechts, gerade auch unter Beachtung der internationalen und europäischen Einflüsse.

## Vertretung vor Verfassungsgerichten
Schmehl führte als Prozessbevollmächtigter von SPD und Grünen eine Klage gegen Studiengebühren in Hessen. Dabei vertrat er die Auffassung, dass allgemeine Studiengebühren nicht mit der Hessischen Landesverfassung im Einklang stünden. Ferner erstellte er als Gutachter die Klageschrift der Freien und Hansestadt Hamburg gegen die Einführung des Betreuungsgeldes, der das Bundesverfassungsgericht am 21. Juli 2015 folgte.

## Schriften (Auswahl)
Als Autor
- Genehmigungen unter Änderungsvorbehalt zwischen Stabilität und Flexibilität: Zur Entwicklung revisionsoffener Genehmigungsentscheidungen im Umweltrecht – verwaltungsrechtliche, verfassungsrechtliche und verwaltungswissenschaftliche Aspekte (= Gießener Abhandlungen zum Umweltrecht. Bd. 4). Nomos, Baden-Baden 1998, ISBN 3-7890-5411-9 (Dissertation, Universität Gießen, 1998).
- Das Äquivalenzprinzip im Recht der Staatsfinanzierung (= Jus publicum. Bd. 113). Mohr Siebeck, Tübingen 2004, ISBN 3-16-148471-1 (Habilitationsschrift, Universität Gießen, 2003).

Als Herausgeber
- Gemeinschaftskommentar zum Kreislaufwirtschaftsgesetz (GK-KrWG). Carl Heymanns, Köln 2013, ISBN 978-3-452-27449-6.